# Вельцевание

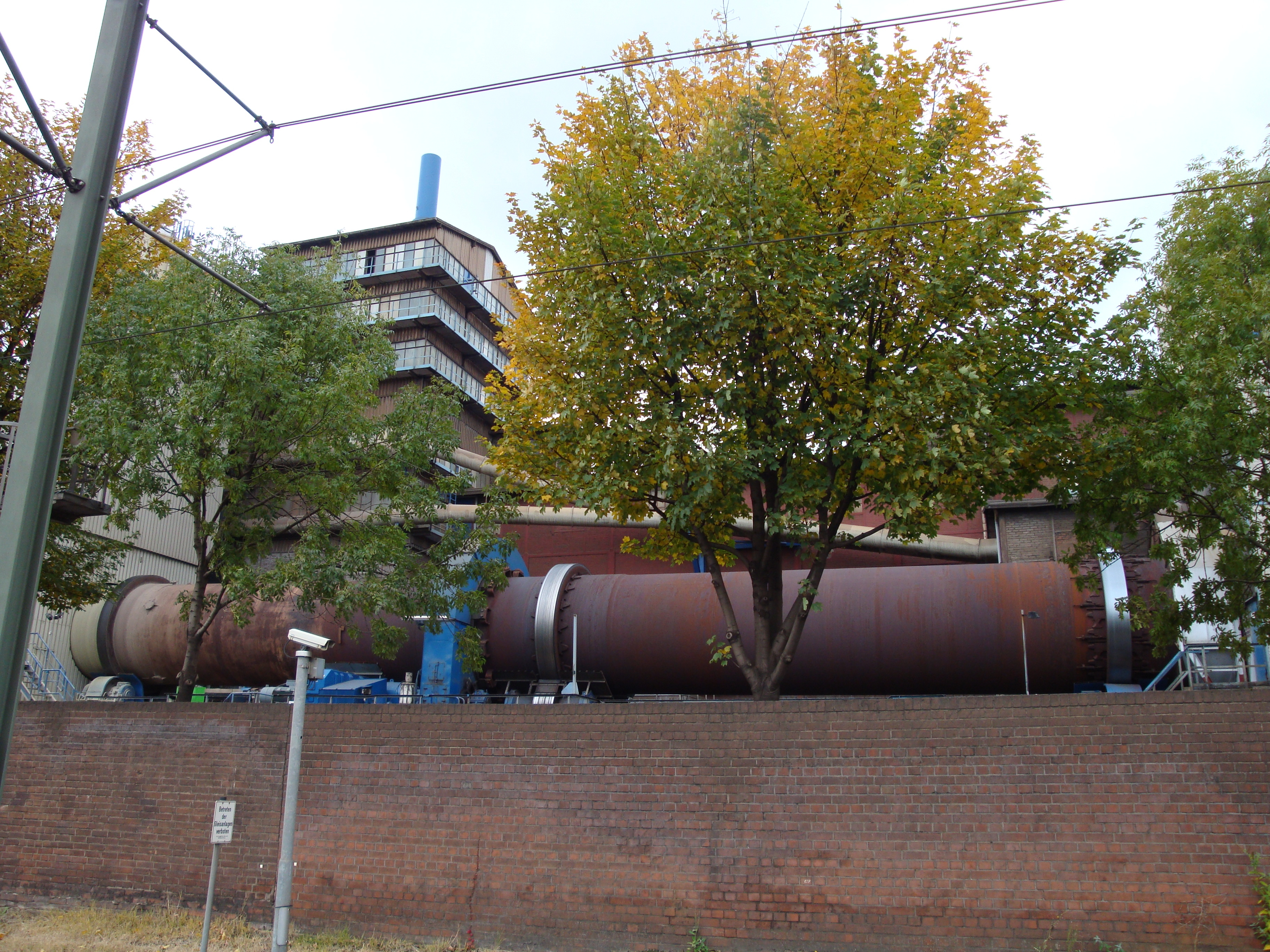
Вельц-печь в Дуйсбурге

Вельцевание (от нем. wälzen — катать, перекатывать) — процесс извлечения металлов (Zn, Pb, Cd и др.) отгонкой при нагреве во вращающейся печи полиметаллических отходов свинцового, медного и оловянного производств.
Перерабатываемые продукты измельчаются и смешиваются с измельчёнными углеродосодержащими материалами (кокс, антрацит и другие). При непрерывном перемешивании смесь подвергается нагреву до 1200—1300 °C во вращающейся горизонтальной трубчатой печи (вельц-печи). При этом происходит восстановление из оксидов некоторых металлов, после чего они переходят в газовую фазу. В парообразном состоянии металлы окисляются кислородом воздуха и углекислым газом. Эти оксиды металлов (возгоны) уносятся газами из печи и собираются в пылеуловителях. После этого их перерабатывают и извлекают металлы. Нелетучие металлы (обычно медь), остаются в твёрдом продукте (клинкере), который затем отправляют на медеплавильные заводы.